# РТ-70 (Євпаторія)
РТ-70 (також відомий як П-2500) — радіотелескоп з рухомою параболічною антеною діаметром 70 м, розташований на узбережжі Чорного моря біля села Молочне під Євпаторією в Криму. Найбільший повністю рухомий параболічний радіотелескоп в Україні та один з найбільших у світі. Назва РТ-70 означає радіотелескоп діаметром 70 м, а інша назва, П-2500, пов'язана з площею радіотелескопа — 2500 квадратних метрів.
Будівництво антени велось з 1973 по 1978 рік. Телескоп почав працювати 1980 року, ставши першим втіленням проєкту радіотелескопа РТ-70, за яким пізніше будували ще 2 телескопи в Росії та Узбекистані. Телескопом керував Центр далекого космічного зв'язку (з 1996 року — Національний центр управління і випробування космічних засобів). 2014 року після анексії Криму Росією, російська влада передала радіотелескоп Міністерству оборони РФ, і відтоді він більше не використовувався в науковій роботі.
На відміну від більшості інших радіотелескопів, РТ-70 мав передавач потужністю 200 кВт (який тепер втратив більшу частину своєї потужності), що дозволяло йому не тільки проводити пасивні радіоастрономічні спостереження, а ще й працювати в режимі радіопередавача або радара. РТ-70 використовувався для зв'язку з космічними апаратами, радіолокації астероїдів, передачі міжзоряних послань, радіоастрономічних спостережень, в тому числі у складі радіоінтерферометра з наддовгою базою.

## Характеристики

Всередині антенного дзеркала радіотелескопа РТ-70

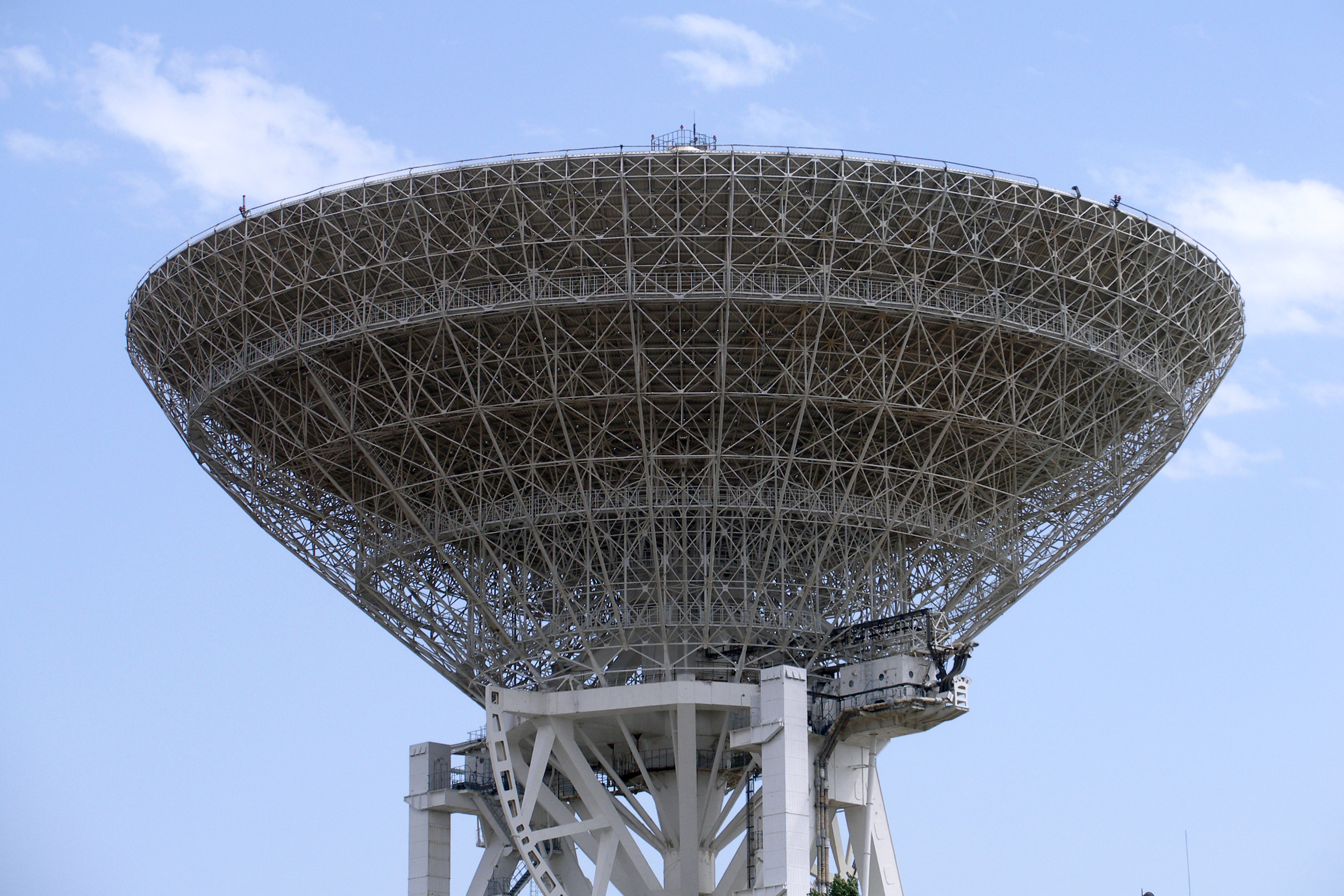
Вид на антену ззовні

Телескоп працює за дводзеркальною системою Грегорі. Діаметр головного дзеркала — 70 м, допоміжного дзеркала — 7 м. Ефективна площа антени в режимі приймача — 2500 м², в режимі передача — 2 000 м² (у діапазоні 39 см) або 2 600 м² (у діапазоні 6 см). Ширина діаграми спрямованості — від 2 до 18 кутових хвилин залежно від діапазону частот. Загальна шумова температура комплексу в сантиметровому діапазоні — 23 К.
Антенна система повноповоротна, здатна повертатись за кутом місця від 0 до 90°, за азимутом — ± 270°. Висота антени 86,36 м, маса рухомої частини близько 5000 тонн. Швидкість руху антени за азимутом до 30, за кутом місця до 15 кутових мінут за секунду, точність наведення антени — до 10 кутових секунд. Швидкість приймання наукової інформації до 131 кбіт/с.
Електроніка телескопа об'єднана в радіотехнічний комплекс «Квант-Д», який включає в себе, зокрема, радіопередавальний пристрій сантиметрового діапазону «Голіаф», приймальні системи різних діапазонів, систему єдиного часу еталонних частот.
Передавач «Голіаф» здатний працювати в неперервному режимі з частотою опорного сигналу 5010 МГц та різними типами модуляції сигналу, забезпечуючи космічний радіозв'язок на відстанях до 10 мільярдів кілометрів. Максимальна потужність передавача раніше досягала 200 кВт, але через деградацію обладнання з часом впала до 50 кВт. Під час роботи передавача потужність електромагнітного випромінювання в радіусі 100 метрів навколо антени досягає небезпечних для людини значень. Будинки на майданчику радіотелескопа захищені від випромінювання.

## Історія

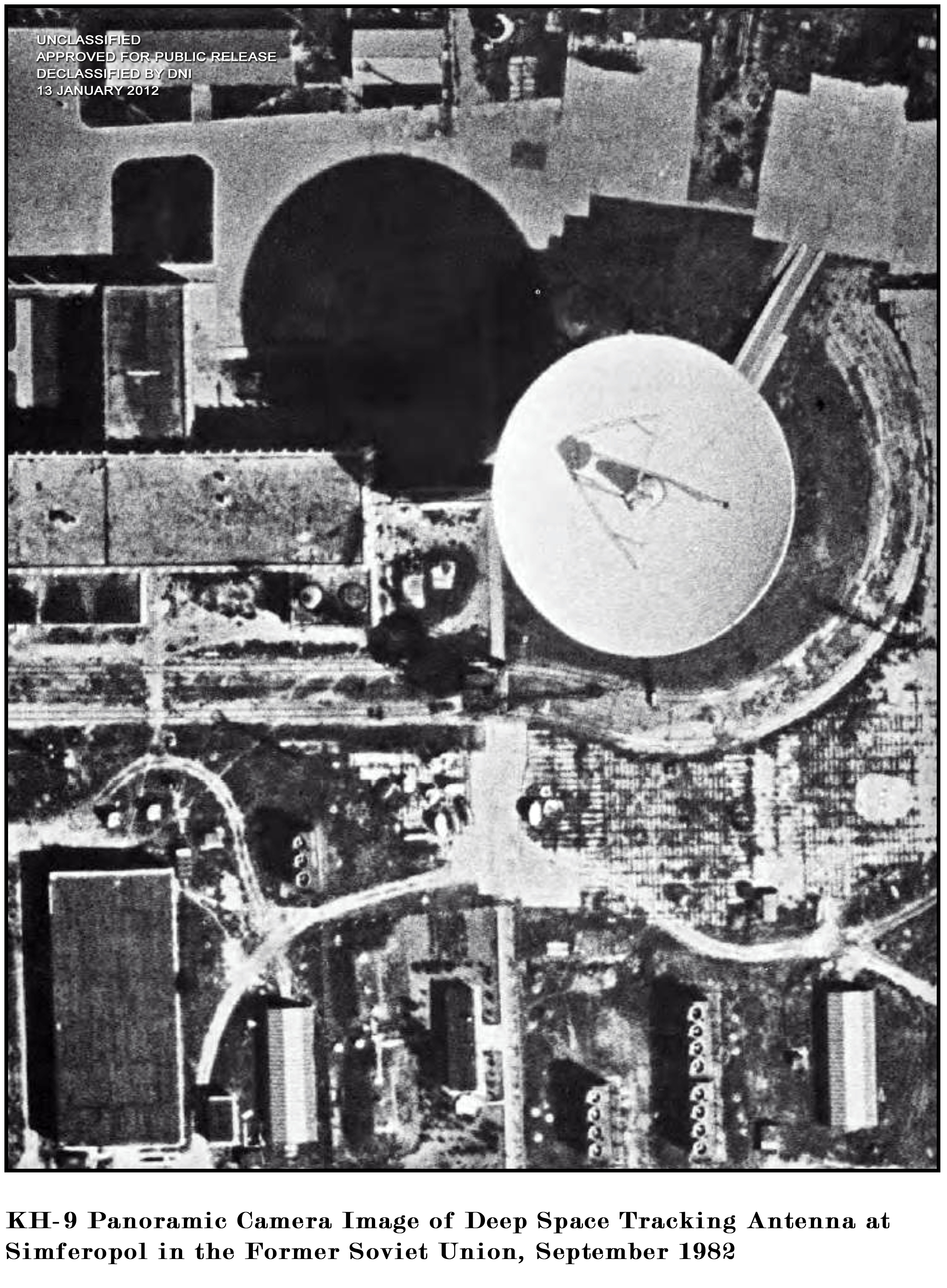
Американський супутниковий знімок РТ-70 1982 року

### У складі СРСР
Нашвидкоруч створений в 1960 році комплекс «Плутон» вже не міг забезпечити дальність зв'язку та швидкість передачі інформації, потрібні для радянських космічних програм, які планувались на початку 1970-х років, зокрема космічної програми «Марс». Тому НДІ Космічного приладобудування розробив новий радіотехнічний комплекс «Квант-Д» з параболічною антеною П-2500 діаметром 70 м. Будівництво почалось 1973 року поблизу від вже наявного комплексу «Плутон». На березі Чорного моря недалеко від села Молочне викопали шестиметровий котлован, у скелясте дно якого забили 1004 палі, створивши фундамент антени. 1978 року закінчили будівництво антени, а 1980 року почалась експлуатація комплексу. Євпаторійський радіотелескоп став першим зразком радянської серії радіотелескопів РТ-70. Пізніше за цим проєктом був побудований телескоп у Східному центрі далекого космічного зв'язку на Далекому Сході Росії та будувався, але так і не був завершений, телескоп у радіообсерваторії Суффа в Узбекистані.
Ще до остаточного введення в експлуатацію, телескоп брав участь в дослідженнях Венери з використанням міжпланетних станцій «Венера-11» і «Венера-12» під час їх руху в атмосфері і перебування на поверхні планети. Потім РТ-70 забезпечував управління автоматичними міжпланетними станціями «Венера-13», «Венера-14», «Венера-15», «Венера-16». В ході робіт були отримані перші кольорові фотографії з поверхні Венери. У 1984—1986 роках РТ-70 брав участь в дослідженнях комети Галлея автоматичними міжпланетними станціями «Вега — 1 і 2». Перший у світі експеримент з радіоінтерферометрії з наддовгою базою з позаатмосферним радіотелескопом був проведений в 1979 році між РТ-70 в Євпаторії та 10-метровою антеною радіотелескопа КРТ-10 на космічній станції Салют-6. РТ-70 проводив дослідження Меркурія та Марса, забезпечував управління космічним ультрафіолетовим спектроскопом «Астрон» (1983—1991), космічними апаратами «Фобос-1» і «Фобос-2» (1988—1989), брав участь в роботі космічної гамма-обсерваторії «Гранат» (1989—1999).

### Під владою України
В перші роки незалежності України РТ-70 продовжив забезпечувати роботу космічної обсерваторії «Гранат» (1989—1999): хоча український уряд практично припинив фінансування, французька сторона продовжила фінансування робіт, що дозволило підтримувати РТ-70 в робочому стані. У цей же час Олександр Зайцев активно проводив за допомогою РТ-70 радіолокаційні дослідження, виборовши для цього невелике фінансування від закордонних партнерів. 1992 року РТ-70 спільно з Еффельсберзьким радіотелескопом провів радіолокацію астероїда 4179 Тоутатіс, визначивши його форму й параметри руху, що стало першим неамериканським радіолокаційним спостереженням астероїда. Його назва має складне походження. У 1995 році Голдстоунський радар (США), РТ-70 (Україна), центр зв'язку Касіма (Японія) і 3 інші радіотелескопи спільно провели радіолокацію безіменного на той час астероїда 6489 Голєвка, визначивши його тривимірну форму. Після цього, на пропозицію Зайцева, астероїд отримав назву «Голєвка», складену з кількох перших літер місць, з яких проводились спостереження (Голдстоун, Євпаторія, Касіма).

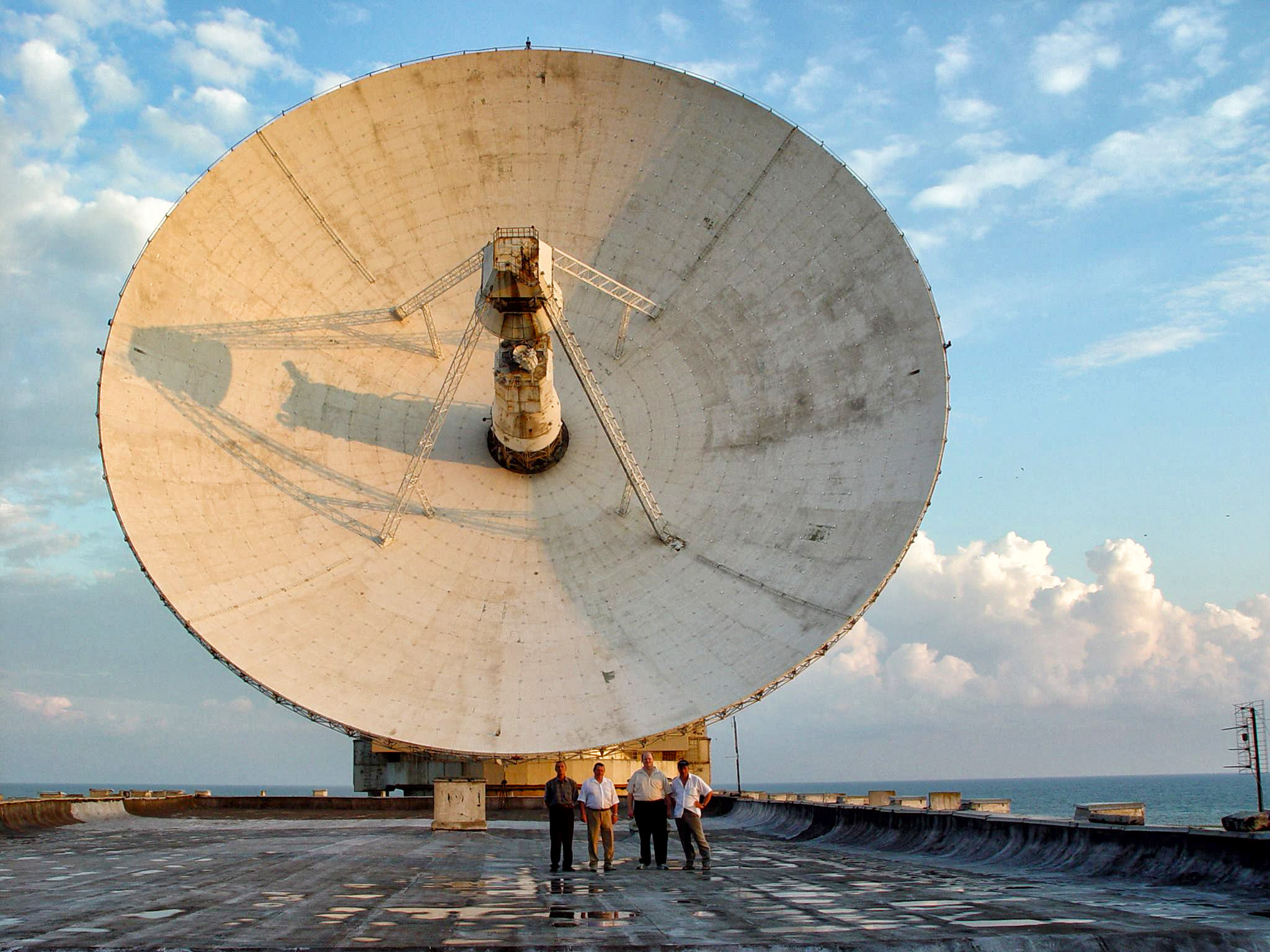
Учасники проєкту «Cosmic Call» 2003 року на фоні телескопа. Праворуч — О. Зайцев.

У 1995—2000 роках РТ-70 брав участь у міжнародному проєкті «Інтербол» з вивчення сонячно-земних зв'язків і фізичних процесів у космічній плазмі. У 1999—2003 роках під керівництвом Зайцева РТ-70 виконав три проєкти відправлення радіопослань позаземним цивілізаціям — «Cosmic Call» 1999, «Дитячого послання» 2001, «Cosmic Call» 2003. В 2000-ні роки РТ-70 проводив дослідження сонячного вітру методом радіопросвічування, визначав кутові координати космічних апаратів «Марс-експрес» та «Розетта», досліджував розподіл радіояскравості в залишках наднових, спільно з радіотелескопом УТР-2 провів одночасні спостереження пульсарів у діапазонах 3,5 см, 13 см і 92 см. Методами радіоінтерферометрії з наддовгою базою проводились спостереження квазарів, Марса, Місяця, астероїда (101955) 1999 RQ36, елементів космічного сміття. Вперше вдалося виявити дрібні фрагменти космічного сміття на геостаціонарних орбітах. 2-9 липня 2006 року спільні з радіообсерваторіями в Сімеїзі, в Росії, Італії та Китаї проведені спостереження астероїда 2004 XP14. В 2006 році телескоп відправив ще одне міжзоряне радіопослання — «A Message From Earth» до екзопланети Глізе 581 c.
У 2007—2008 роках РТ-70 управляв єгипетським супутником українського виробництва EgyptSat-1. До 2009 року телескоп періодично використовувався в межах проєкту «Астероїдна небезпека». У період з 25 по 28 травня 2010 на радіотелескопі успішно проведено цикл робіт з прийому телеметричної інформації з «Марс-експрес». У 2011 році антена керувала невдалою російською космічною місією «Фобос-Ґрунт». Того ж року вона почала управління російським космічним радіотелескопом «Радіоастрон». На початок 2010-х років ряд вузлів електронної системи радіотелескопа виробили свій технічний ресурс. Радіопередавальний пристрій «Голіаф» був обмежено придатний через відсутність справного клістрона КУ-342. Партію цих клістронів за старими кресленнями виготовило московське підприємство «Торій», і протягом 2011 року клістрони встановили на РТ-70.

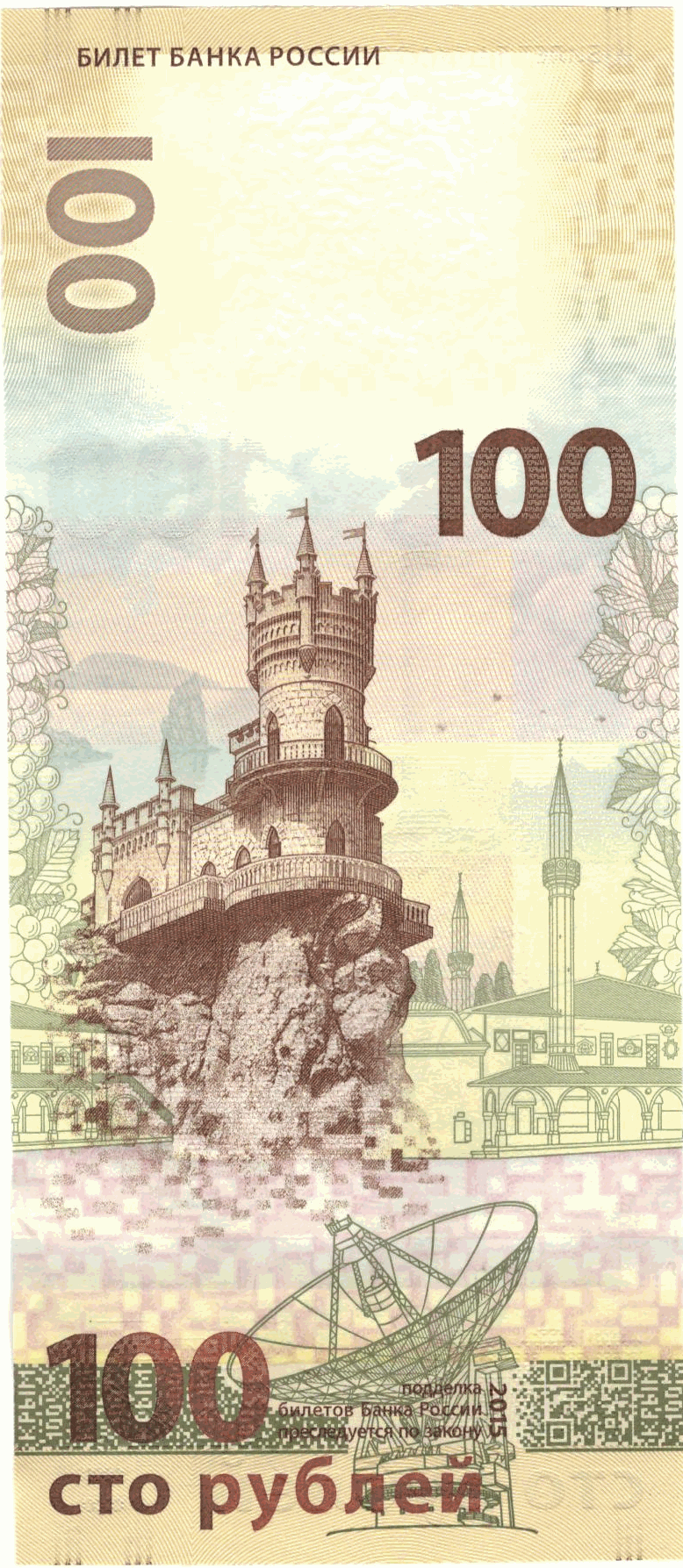
РТ-70 на російській купюрі у 100 рублів 2015 року

### Після анексії Криму Росією
3 березня 2014 року у зв'язку з початком російських заворушень в Криму радіотелескоп тимчасово припинив роботу за програмою «Радіоастрон». Навесні 2014 року, після анексії Криму, російська влада передала Національний центр управління та випробувань космічних засобів у відання Міністерства оборони РФ, перетворивши його командно-вимірювальний комплекс Повітряно-космічних військ Росії. Після цього РТ-70 багато років не використовувалась в науковій роботі і переважно служив для управління апаратами російської системи супутникової навігації ГЛОНАСС.
У 2019 році російська влада оголосила про плани реконструкції радіотелескопа для зв'язку з астрофізичною космічною обсерваторією «Спектр-РГ». У квітні-травні 2022 року радіотелескоп вперше з 2014 року було вирішено залучити до приймання наукової інформації та телеметрії з орбітальної обсерваторії «Спектр-РГ».